# 国道399号
国道399号（こくどう399ごう）は、福島県いわき市から山形県南陽市に至る一般国道である。

## 概要

### 路線データ
一般国道の路線を指定する政令に基づく起終点および重要な経過地は次のとおり。
- 起点：いわき市（平中神谷字細田99番4地先[2]、国道6号常磐バイパス交点）
- 終点：南陽市（和田字掛在家3484番[3]、国道113号赤湯バイパス交点）
- 重要な経過地：福島県田村郡都路村[注釈 2]、同県双葉郡浪江町、同県伊達郡月舘町[注釈 3]、同郡霊山町[注釈 3]、同郡伊達町[注釈 3]、福島市（飯坂町）、山形県東置賜郡高畠町
- 総延長 : 198.5 km（宮城県 5.4 km、山形県 28.8 km、福島県 164.3 km）重用延長を含む。[4][注釈 4]
- 重用延長 : 24.8 km（宮城県 - km、山形県 6.6 km、福島県 18.2 km）[4][注釈 4]
- 未供用延長 : なし[4][注釈 4]
- 実延長 : 173.7 km（宮城県 5.4 km、山形県 22.1 km、福島県 146.1 km）[4][注釈 4]
  - 現道 : 171.0 km（宮城県 5.4 km、山形県 22.1 km、福島県 143.5 km）[4][注釈 4]
  - 旧道 : 0.5 km（宮城県 - km、山形県 - km、福島県 0.5 km）[4][注釈 4]
  - 新道 : 2.1 km（宮城県 - km、山形県 - km、福島県 2.1 km）[4][注釈 4]
- 指定区間：国道13号と重複する区間（山形県東置賜郡高畠町深沼）[5]

## 歴史
現行の道路法（昭和27年法律第180号）に基づく一般国道の路線として、1981年（昭和56年）4月30日政令第153号の公布によって第4次追加指定され、翌1982年（昭和57年）4月1日施行によって国道になった路線である。
1990年代初期ごろまで、福島県飯舘村と月舘町（現：伊達市）の町村境付近にダート区間が残されていた。2011年（平成23年）3月に東北地方太平洋沖地震（東日本大震災）を起因とする福島第一原子力発電所事故が発生したことにより、路線の一部が計画的避難区域に指定。帰還困難区域に指定された地域は、飯舘村から浪江町までの一部区間が通行止め規制になった。

### 年表
- 1982年（昭和57年）4月1日 - 一般国道399号（いわき市 - 南陽市）として指定施行[7]。
- 2017年（平成29年）4月1日 - 国道13号の南陽市鍋田 - 赤湯（鳥上坂Y字交差点）までの区間が国土交通省から山形県に移管され、接続する高畠町深沼からの赤湯バイパスの区間も含めて国道399号となる[8]。ただし、並行する従来の高畠町深沼から南陽市赤湯までの国道113号現道との重複区間の指定はそのままで、新たに指定された区間と合わせて二重ルートとなった[9]。
- 2018年（平成30年）4月1日 - 国道6号のいわき市平十五町目 - 平中神谷（常磐バイパス終点）までの区間が国土交通省から福島県に移管され国道399号となる[10]。
- 2019年（平成31年）4月1日 - 国道113号の南陽市和田字深田 - 南陽市赤湯字川尻までの区間6.3 kmが国土交通省から山形県に移管され、国道399号となる。また、赤湯字川尻 - 鳥上坂Y字交差点の区間は国道399号の指定を外れ山形県道102号南陽川西線となる[11]。
- 2022年（令和4年）9月17日 - 十文字工区が開通[12]。

### 原子力災害による通行規制
2011年（平成23年）3月11日に発生した、東日本大震災（東北地方太平洋沖地震）とそれに起因した福島第一原子力発電所事故により、当路線を通過する一部の地域（葛尾村、浪江町、飯舘村）は計画的避難区域に指定された。この時点では、通行が規制されていなかった。
翌年に入り、避難区域の再編が行われると同時に、帰還困難区域に指定された以下の区間が通行止めとなる。
- 2012年（平成24年）7月17日 - 飯舘村長泥地区から浪江町赤宇木までの約3 kmの区間
- 2013年（平成25年）4月1日 - 浪江町南津島（登館峠）から赤宇木までの区間（国道114号の重複区間を含む）
- 2018年（平成30年）8月2日 - 浪江町の通行止めを解除[13]

## 路線状況

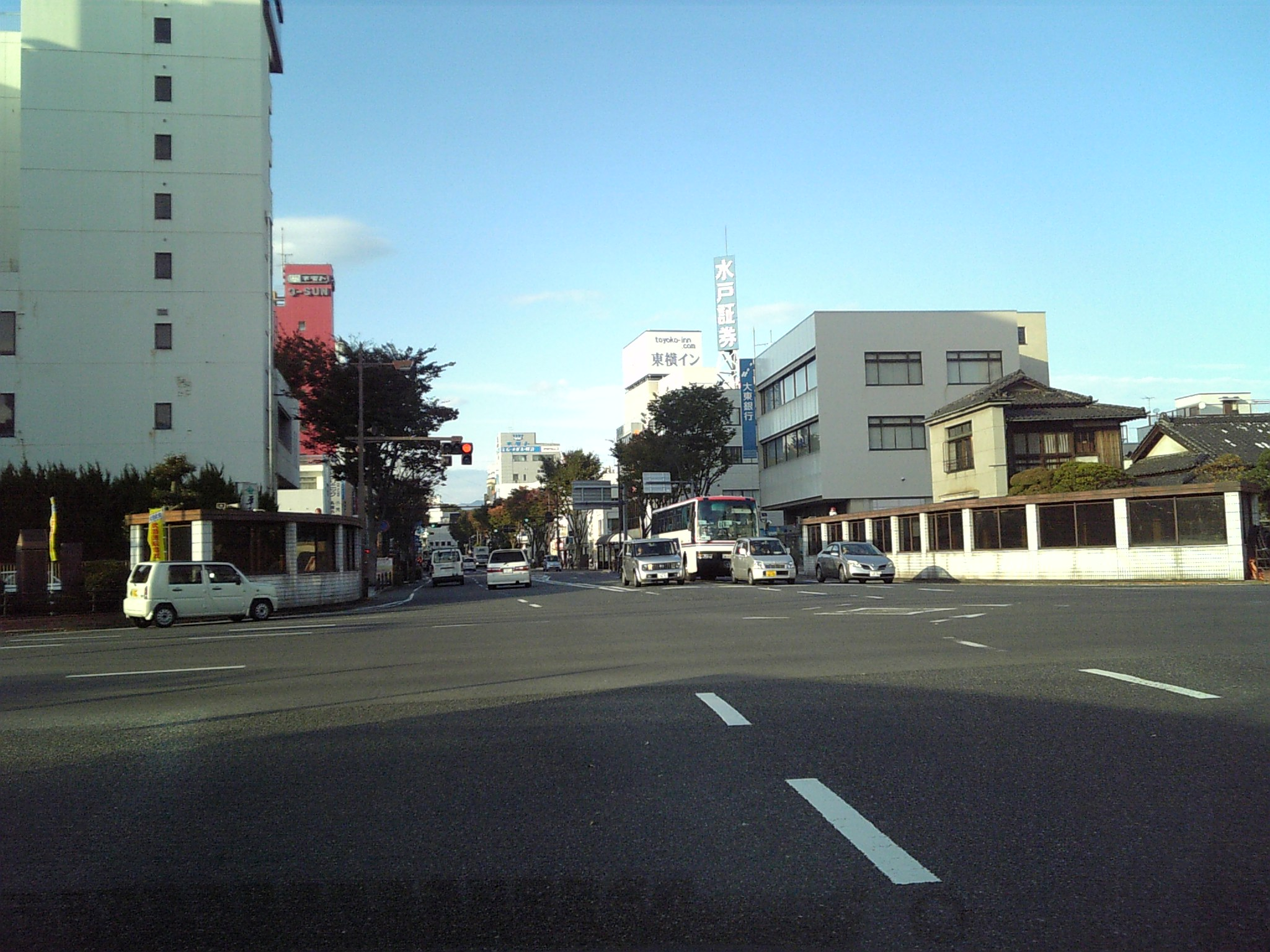
十五町目交差点。2018年3月31日までの起点。左右に走るのは旧国道6号（左が福島県道20号いわき上三坂小野線、右が国道399号）。写真の奥の方向へ真っすぐ進むとすぐにいわき駅へ突き当たり、国道399号はそこを左折。

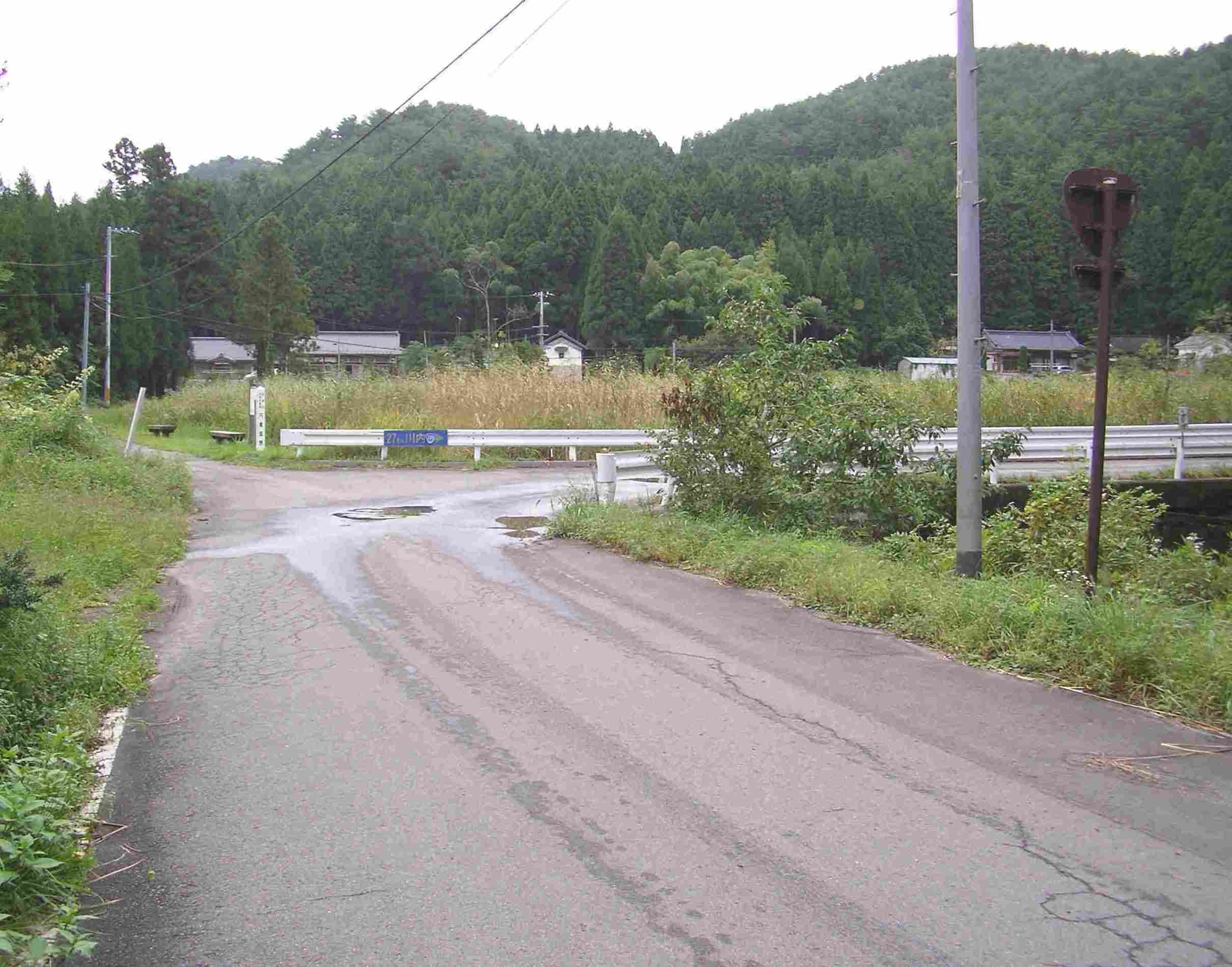
いわき市上小川交差点をいわき市方面から撮影。直進方向の市道との誤認を避けるため（国道はここを右折する）ガードレールに標識が設置されている。前方の小規模な湿地はいわき市指定天然記念物の内倉湿原。

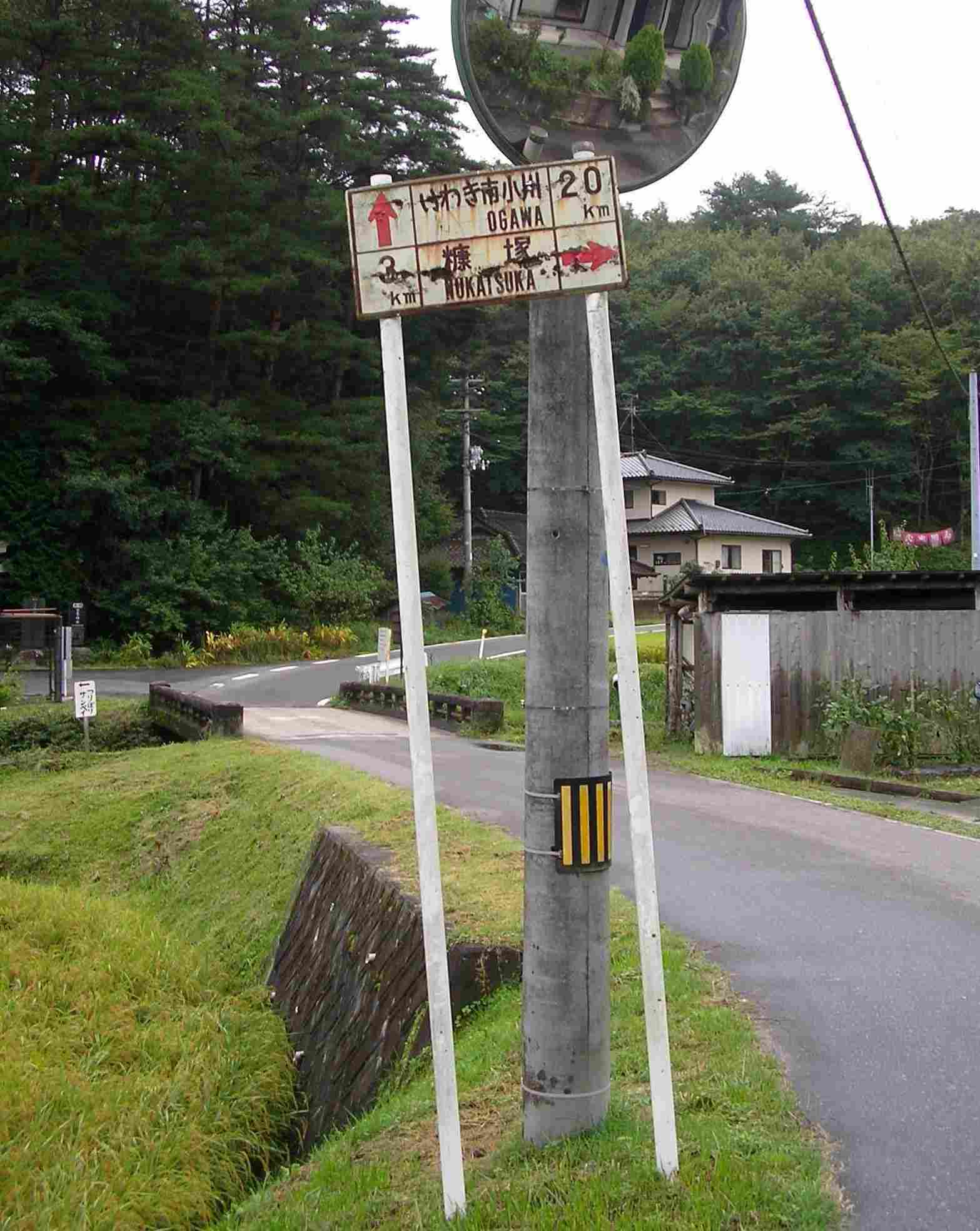
国道指定以前設置とおぼしい旧式標識と、橋の向こうへと続く国道399号。福島県川内村。
いわき市小川までの行程は狭隘路と急勾配が続く

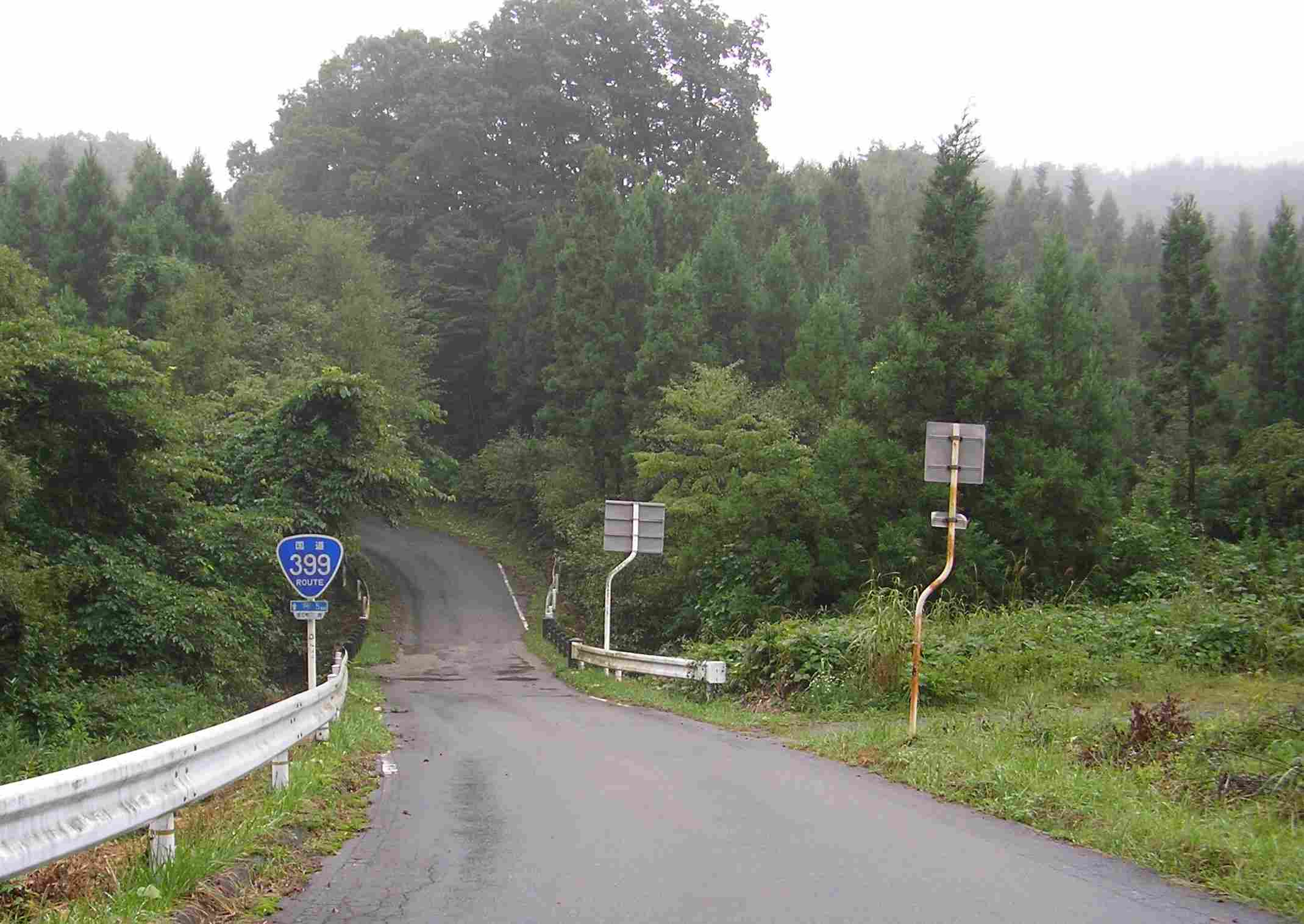
福島県浪江町。
阿武隈高地を縦断するルートでは、このような狭隘路が多くを占める

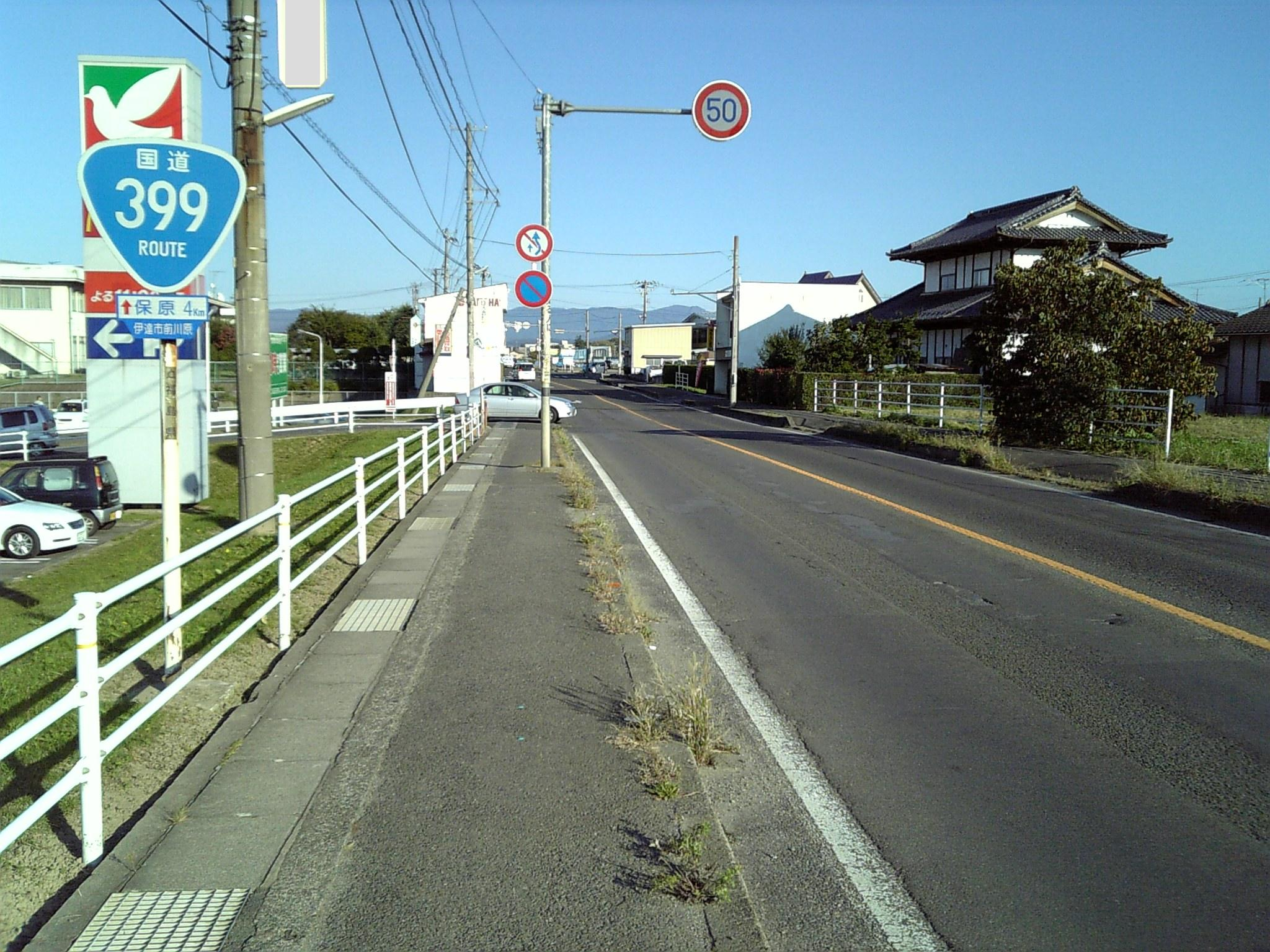
福島県伊達市内。
国道4号との交点近く、国道4号方面から撮影。

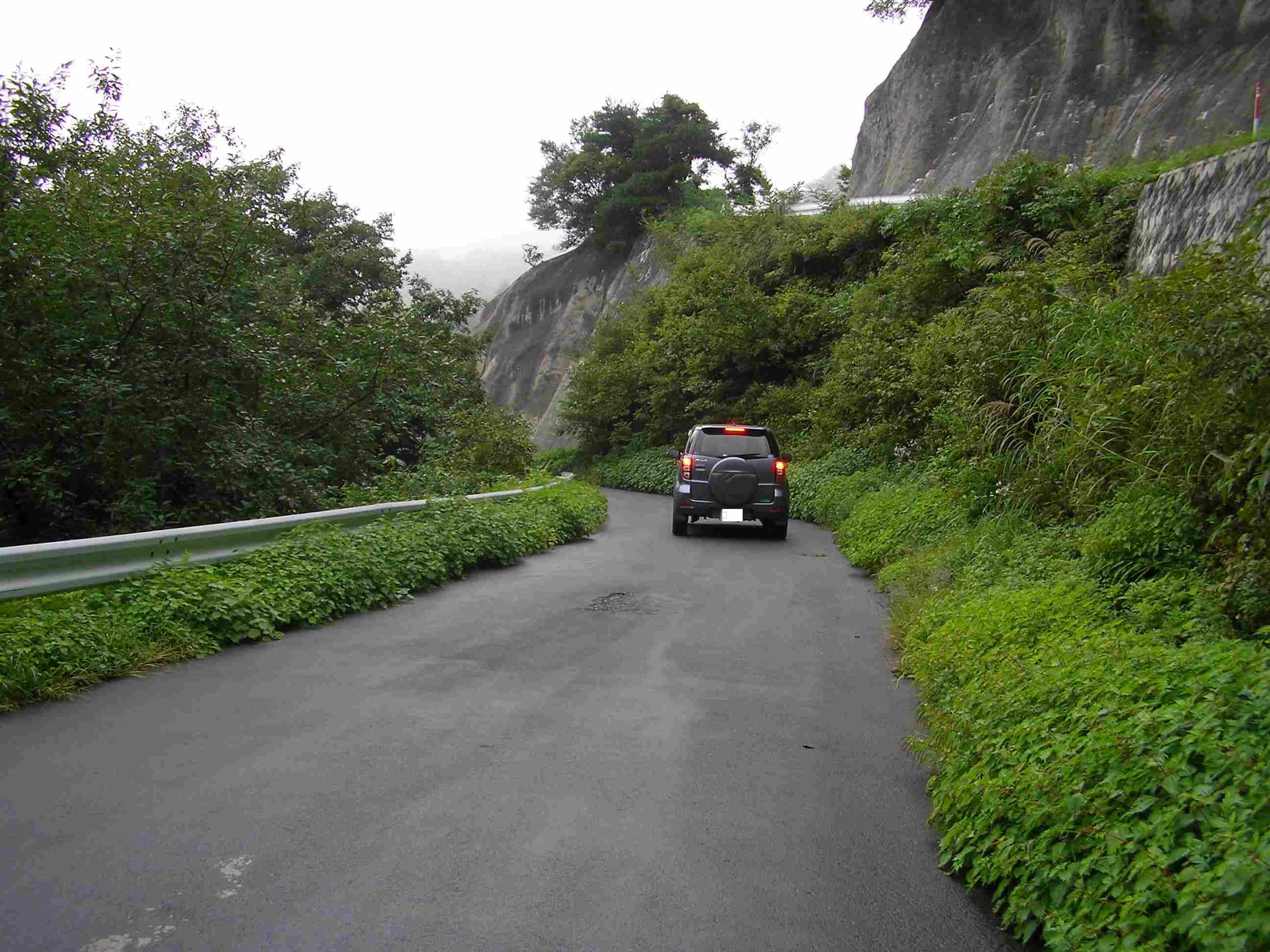
山形県高畠町内。
県境・鳩峰峠近く、山形県側は狭隘なつづら折れの連続で強引に高度を稼いでいる

南東北を代表する酷道の一つとされた。その一方で、いわき市 - 国道114号間においては「ふくしま復興再生道路」に位置づけられ、整備が進められている。
いわき市から阿武隈高地の峰越えを繰り返し、阿武隈高地の東西へ延びる谷沿いに通る道路・集落を相互に連絡しながら長駆北上する。国道349号との重複区間を経て、伊達市からは福島市の北部を通り、飯坂温泉へと西進。摺上川から更にその上流の稲子沢沿いに遡り、途中では谷沿いに割り込んでいる宮城県七ヶ宿町を通る。再び福島市に戻ってから、鳩峰峠を越えて山形県高畠町に下り、高畠町市街地で国道113号に合流する。
福島県いわき市内は市街地から北へ抜けると、阿武隈高地の峠越えになる。その先しばらくは2車線の快走路となるが平野部でも細い道が散見される。田村市で国道288号との重複区間があり、双葉郡浪江町でも国道114号と一部重複する。
国道114号からの分岐点以北は、2011年（平成23年）の福島第一原子力発電所事故の影響で、国道399号の一部が帰還困難区域に指定されて立ち入りできなくなっており、2018年（平成30年）8月の特別通過交通制度が国道399号の一部区間に適用されてからは、通行規制区間のゲートより先は自動車に限り通過できるようになった。なお、特別通過交通制度適用区間内では、国道399号からのすべての分岐路は封鎖されているため、大きな迂回を余儀なくされる。
伊達市、飯坂温泉の市街地以北を過ぎ、福島・山形県境の鳩峰峠 (785 m) 付近はいわゆる酷道区間で、対向車とのすれ違いが困難な狭隘道路が延々と続き、落石など恐れがある危険路となる。峠より山形県東置賜郡高畠町側は、杉並木の道になる。

### バイパス
中島バイパス

十文字工区
- 起点 - いわき市小川町上小川字茱萸平
- 終点 - いわき市小川町上小川字上戸渡
- 全長 - 6.2 km
- 幅員 - 7.5 m（車道部6.0 m）

いわき市小川町上小川地内の山岳地帯の狭隘・急カーブ・急勾配区間を改良整備するために、東日本大震災からの復興を担うふくしま復興再生道路のひとつとして2011年度（平成23年度）に事業化されたバイパス道路である。連続雨量120 mm通行規制区間に指定されている現道14.0 kmを迂回する路線で、バイパス総延長6.2 kmのうち、峠越え区間の3.3 kmは2015年度（平成27年度）に国土交通省直轄権限代行区間として整備されることが決定し、全長2.9 kmの十文字トンネルがある。権限代行区間は概成後、2021年（令和3年）9月に福島県に引き渡され、福島県施工区間と合わせた全線が2022年（令和4年）9月17日に開通。当道路の開通によって従来81分かかっていた川内村役場 - いわき市立総合磐城共立病院までの救急搬送時間が56分まで短縮すると見込まれている。
道路施設
- 内倉湿原1号橋（全長151.1 m）
- 内倉湿原2号橋（全長105.0 m）
- 十文字トンネル（全長2,875 m）

戸渡工区
- 起点 - いわき市小川町上小川字下戸渡
- 終点 - 双葉郡川内村大字下川内字バク
- 全長 - 計1.7 km

いわき市と双葉郡川内村の行政界周辺の狭隘区間の改良のために2011年度（平成23年度）に事業着手された。起点側の現道拡幅区間である戸渡1工区（0.5 km）が2014年（平成26年）12月20日に供用、終点側の新トンネル建設区間である戸渡2工区（1.2 km）は2019年（令和元年）7月5日に供用された。
道路施設
- 戸渡トンネル（全長768 m） - NATMにより掘削され、2017年（平成29年）12月18日に貫通した。

手古岡バイパス
- 起点：双葉郡川内村下川内字手古岡
- 終点：双葉郡川内村下川内字手古岡
- 全長：1.4 km

手古岡野集落南側の山間部を超える峠部分は、路線整備が整っていない国道399号の中でも特に幅員狭小、連続するヘアピンカーブと道路状況が劣悪であったため、1995年度（平成7年度）より国道第一種改良事業として整備が始まり、200 mの一部開通を経た後、2009年（平成21年）12月22日に全線が開通した。総事業費は17億円。
道路施設
- 手古岡トンネル
- 古峰橋

西ノ内工区
主要地方道小野富岡線の改築事業として進められている。このうち西ノ内地区の国道399号西側の延長1.1 kmが国道399号（小野富岡線重用）として2022年（令和4年）12月23日に開通した。
津島バイパス
- 起点 - 双葉郡葛尾村大字落合
- 終点 - 双葉郡浪江町津島
- 全長 - 7.8 km

葛尾村と浪江町の間にある登館峠は急カーブの続く狭小区間があり、大雨などの異常気象時には通行が規制される（連続雨量150 mm）区間となっていた。また、下ノ内、東平の各集落内も大型車のすれ違いが困難な狭隘区間が続いていた。これらを解消し地域の物流を確保するため1979年度（昭和54年度）より事業化され、1980年度（昭和55年度）に工事着手された。葛尾村葛尾字小坂から終点までの6.3 kmが先行して供用されており、下ノ内集落を迂回する起点側1.5 kmが2007年（平成19年）7月19日に供用され、現道部1531.9 mは葛尾村道に移管された。
飯坂バイパス

茂庭バイパス

### 重複区間
- 国道288号（福島県田村市都路町古道 - 田村市都路町岩井沢）
- 国道459号（福島県浪江町南津島地内）
- 国道114号（福島県浪江町南津島 - 浪江町津島）
- 国道349号（福島県伊達市月舘町御代田 - 伊達市保原町）
- 国道113号（山形県東置賜郡高畠町・根岸交叉点 - 高畠町・深沼交叉点）
- 国道13号（山形県東置賜郡高畠町・深沼交叉点 - 高畠町・深沼北交叉点）
- 国道113号・国道13号（赤湯バイパス）（山形県東置賜郡高畠町・深沼交叉点 - 南陽市・鍋田交叉点）

### 道路施設

#### 橋梁
- 平大橋（いわき市平）
- 平跨線橋（いわき市平 JR常磐線・磐越東線）
- 磐城橋
- 荒神橋（いわき市小川町）
- 小川の郷跨線橋（いわき市小川町 JR磐越東線）
- 下田橋（いわき市小川町）
- 峰岸跨線橋（いわき市小川町 JR磐越東線）
- 新作沢橋（いわき市小川町）
- 作沢橋（いわき市小川町）
- 茱萸平1号橋
  - 全長：42.0 m
  - 幅員：8.0 m
  - 形式：単径間単純非合成曲線鋼箱桁橋
  - 竣工：1985年（昭和60年）

準用河川加路川を渡る。国道改良工事小川工区の建設に伴い、1983年度（昭和58年度）国道橋梁整備事業として着工された。総事業費は1億4970万円。
- 茱萸平2号橋
  - 全長：73.0 m
    - 主径間：36.369 m

  - 幅員：8.0 m
  - 形式：鋼方杖ラーメン橋
  - 竣工：1988年度（昭和62年度）

いわき市小川町上小川で二級水系夏井川水系加路川の支流を渡る。1981年度（昭和56年度）より国道改良事業小川工区として整備着手されたのに伴い、1987年度（昭和62年度）より国道改良関連橋梁として建設された。総工費は2億1500万円。
- 新向橋
  - 全長：64.47 m
    - 主径間：22.0 m

  - 幅員：6.5 m (8.0 m)
  - 形式：3径間鋼連続鈑桁橋
  - 竣工：2001年度（平成13年度）

いわき市小川町上小川で二級水系木戸川水系準用河川戸渡川を渡る。橋上は2車線で供用され、歩道は設置されていない。拡幅、線形改良のために前後の区間と合わせて整備された。桁下高さは20 mに及ぶ。総工費は2億4700万円。
- 古峰橋
  - 全長：16.4 m
  - 幅員：6.5 m (9.0 m)
  - 形式：PC単純プレテン床版桁橋
  - 竣工：2000年度（平成12年度）

川内村下川内字手古岡で、二級水系木戸川水系宇津川を渡る。手古岡バイパス整備に伴い建設された。橋上は2車線で供用されている。総工費は7800万円。
- 飯樋橋（相馬郡飯舘村飯樋 新田川）
  - 全長：20.7 m
  - 幅員：7.5 m (10.0 m)
  - 形式：単径間単純PCプレテンT桁橋
  - 竣工：1984年（昭和59年）

1929年（昭和4年）に架設された幅員4.6 mの旧橋梁の改良のため、1983年度（昭和58年度）より新田川の河川改良工事と併せ県単独橋梁整備事業として着工された。総事業費は7840万円。
- 百目木橋
  - 全長：16.1 m
  - 幅員：6.5 m (11.0 m)
  - 形式：PC単純プレテン床版桁橋
  - 竣工：2001年度（平成13年度）

飯舘村飯樋字前田で二級水系新田川水系飯樋川支流普通河川割木川を渡る。橋上は上下対向2車線で供用され、下り線側に幅員2.5 mの歩道が設置されている。総工費は6900万円。
- 伊達橋（伊達市 阿武隈川）
- 軽井沢橋（福島市飯坂町茂庭 摺上川）
- 滑滝橋（福島市飯坂町茂庭 摺上川）
- 石ケ森橋（東置賜郡高畠町幸町 屋代川）
- 吉野川橋（赤湯バイパス）（東置賜郡高畠町深沼 - 南陽市俎柳 吉野川）
- 羽黒橋（南陽市椚塚 吉野川）
- 湯河原橋（南陽市椚塚 吉野川）
- 南陽誇線橋（南陽市三間通 JR奥羽本線・山形新幹線・山形鉄道フラワー長井線）

#### トンネル
手古岡トンネル
- 全長：210.0 m
- 幅員：6.0 m（7.0 m）
- 有効高：4.7 m
- 工法：NATM（上部半断面工法・補助ベンチ付き全断面工法）
- 施工：田中・堀江特定建設工事共同企業体

双葉郡川内村下川内字手古岡に位置する。手古岡バイパスの整備に伴い、2008年度（平成20年度）より国道第1種改良事業として建設された。2009年（平成21年）3月3日に起工され、6月2日に貫通、12月22日に開通した。総工費は5億1700万円。
飯坂トンネル
大深谷トンネル
小深谷トンネル

### 冬期閉鎖区間
- 福島県福島市飯坂町茂庭 - 山形県東置賜郡高畠町湯在家（鳩峰峠）

11月下旬から翌年5月下旬まで。国道13号、東北中央自動車道および国道113号が迂回路になる。

### 異常気象時通行規制区間
- いわき市小川町上小川 - 双葉郡川内村大字下河内（延長14.0 km）：落石崩壊の危険のため連続雨量120 mmで通行止め[28]。

## 地理

### 通過する自治体
- 福島県
  - いわき市 - 双葉郡川内村 - 田村市 - 双葉郡葛尾村 - 双葉郡浪江町 - 相馬郡飯舘村 - 伊達市 - 福島市
- 宮城県
  - 刈田郡七ヶ宿町
- 福島県
  - 福島市
- 山形県
  - 東置賜郡高畠町 - 南陽市

### 交差する道路
- 国道6号（常磐バイパス、福島県いわき市）
- 国道288号（福島県田村市）
- 国道459号（福島県双葉郡浪江町）
- 国道114号（福島県双葉郡浪江町）
- 国道349号（福島県伊達市）
- 国道115号（福島県伊達市）
- 国道349号（福島県伊達市）
- 国道4号（福島県伊達市）
- 国道113号（山形県東置賜郡高畠町）
- E13 東北中央自動車道 南陽高畠IC（山形県東置賜郡高畠町）
- 国道13号（山形県南陽市）
- 国道113号（赤湯バイパス・梨郷道路（建設中）、山形県南陽市）